# An Trường A
An Trường A là một xã cũ thuộc huyện Càng Long, tỉnh Trà Vinh, Việt Nam.

## Địa lý
Xã An Trường A nằm ở phía tây huyện Càng Long, có vị trí địa lý:
- Phía đông giáp xã An Trường
- Phía tây giáp tỉnh Vĩnh Long
- Phía nam giáp xã Tân Bình
- Phía bắc giáp xã Mỹ Cẩm.

Xã An Trường A có diện tích 18,84 km², dân số năm 2019 là 7.651 người, mật độ dân số đạt 406 người/km².

## Hành chính
Xã An Trường A được chia thành 7 ấp: 9, 9A, 9B, 9C, Lo Co A, Lo Co B, Trung Thiên.

## Lịch sử
Ngày 2 tháng 3 năm 1998, Chính phủ ban hành Nghị định số 13/1998/NĐ-CP về việc thành lập xã An Trường A trên cơ sở 1.658,3 ha diện tích tự nhiên và 9.134 nhân khẩu của xã An Trường.
Ngày 15 tháng 10 năm 2019, Hội đồng Nhân dân tỉnh Trà Vinh ban hành Nghị quyết 157/NQ-HĐND về việc:
- Sáp nhập ấp Lo Co vào ấp Lo Co A
- Sáp nhập ấp Lo Co C vào ấp Lo Co B
- Sáp nhập ấp Trung Kiên vào ấp Trung Thiên.

## Kinh tế - xã hội
Tổng giá trị sản xuất của các ngành năm 2019 là 430 tỷ đồng, đạt 103% so kế hoạch 415 tỷ đồng. So cùng kỳ tăng 44,1 tỷ đồng, trong đó:
- Giá trị nông nghiệp 170 tỷ đồng chiếm tỷ trọng 103%, so kế hoạch 165 tỷ đồng.
- Giá trị thủy sản 35 tỷ chiếm tỷ trọng 109%, so kế hoạch 32 tỷ đồng.
- Giá trị công nghiệp đạt 5,5 tỷ đồng, chiếm tỷ trọng 110%, so kế hoạch 5 tỷ đồng.
- Giá trị tiểu thủ công nghiệp đạt 24 tỷ đồng, chiếm tỷ trọng 109%, so kế hoạch 22 tỷ đồng.
- Giá trị xây dựng đạt 100 tỷ đồng, chiếm tỷ trọng 101%, so kế hoạch 92 tỷ đồng.
- Giá trị dịch vụ đạt 95 tỷ đồng, chiếm tỷ trọng 103%, so kế hoạch 92 tỷ đồng.
- Thu nhập bình quân đầu người 45.059.000đ/người/năm, đạt 100% so kế hoạch 45.057.000 đồng, so năm 2018 tăng 3.944đ/người/năm.[1]

Dân số: Theo báo cáo thống kê của xã An Trường A đến cuối năm 2019, toàn xã có tổng dân số là 7.651 người với 2.223 hộ. Dân cư của xã An Trường A sống tập trung ven sông, rạch và ven các tuyến lộ giao thông, một số sống phân tán trong khu vực đồng ruộng. Dân cư sống tập trung đông nhất ở khu vực trung tâm xã thuộc ấp 9B và tuyến Hương lộ 31, tuyến Hương lộ 39, tuyến dân cư thuộc ấp Trung Thiên và Trung Kiên. Nhìn chung mật độ dân số trên địa bàn xã phân bố khá đồng đều ở các ấp. Mật độ dân số bình quân 406 người/km².
Toàn xã An Trường A hiện có 10 điểm trường. Trong đó:
- 5 Trường Mẫu giáo:
  - Trường MG Sơn Ca ở ấp 9B
  - Trường MG Sơn Ca (điểm chính) ở ấp 9B
  - Trường MG ở ấp 9C
  - Trường MG ở ấp Lo Co C
  - Trường MG ở ấp Trung Kiên
- 4 Trường Tiểu học:
  - Trường TH A An Trường A ở ấp 9B
  - Trường TH A An Trường A ở ấp 9
  - Trường TH B An Trường A ở ấp Lo Co A
  - Trường TH B An Trường A ở ấp Trung Thiên
- 1 Trường THCS An Trường A ở ấp 9B.[1]

## Giao thông

### Giao thông đường bộ
Đường trục xã, liên xã (HL.31, HL.39): có 2 tuyến tổng số 11,4 km, thực hiện nhựa hóa được 11,4 km đạt 100%.
Đường trục ấp, liên ấp: Tổng số có 3 tuyến tổng chiều dài 10 km, được cứng hóa 6,6 km đạt 66%.
Đường ngõ xóm sạch và không lầy lội vào mùa mưa: có 28 tuyến tổng chiều dài 23 km, cứng hóa 22,595 km đạt 98,23%.
Đường trục chính nội đồng: có 3 tuyến tổng chiều dài 11,35 km thực hiện cứng hóa được 5,6 km đạt 49,33%.
Hệ thống cầu nông thôn trên địa bàn xã hiện nay đã được bê tông hoá đáp ứng yêu cầu phục vụ sản xuất và sinh hoạt.

### Giao thông đường thủy
Xã có sông Lo Co và sông Ngã Hậu chạy qua, thuận tiện cho vận chuyển hàng hóa có trọng tải nhỏ. Toàn xã có 7 tuyến đường giao thông thủy với tổng chiều dài 29,5 km. Sông Lo Co và sông Ngã Hậu cùng với hệ thống kênh, mương trên địa bàn xã là nguồn cung cấp nước sinh hoạt, tưới tiêu và nuôi trồng thủy sản. Đồng thời vận chuyển hàng hoá từ xã đi các nơi và ngược lại.